# Rena Rolska (1. minialbum 1961)
Rena Rolska – czwarty minialbum Reny Rolskiej wydany przez wytwórnię Pronit w 1961 roku. Nagrania zawarte na płycie zostały zarejestrowane w 1960 i 1961 roku studio Polskich Nagrań w Warszawie.

## Lista utworów
Strona a:
1. Oddaj mi każdy dzień (Władysław Szpilman – Kazimierz Winkler)
2. Nasza miłość ma kolor jesieni (Edward Czerny – Zbigniew Zapert, Andrzej Tylczyński)

Strona b:
1. Wołam cię (Zbigniew Kurtycz – Mieczysław Walewski)
2. Pójdziemy w deszcz (Adam Markiewicz – Jan Zalewski)

## Płyty szelakowe oraz single z nagraniami z minialbumuRena Rolska (1. minialbum 1961)[2]
- [1960] Muza SP 9 – Wołam cię[3]
- [1961] Pronit 3364 – Oddaj mi każdy dzień[4]

## Muzycy
- Rena Rolska – śpiew
- Orkiestra Taneczna Polskiego Radia - akompaniament
- Edward Czerny – dyrekcja